# Den sorte Varieté
Den sorte Varieté er en dansk stumfilm fra 1913 produceret af Filmfabrikken Danmark og instrueret af Vilhelm Glückstadt.
Filmen havde dansk premiere den 10. februar 1913 i Victoria-Teatret og blev vist i flere lande i udlandet. 

## Handling
Denne artikel mangler et handlingsreferat. Hjælp os med at skrive det.

## Medvirkende
- Gudrun Houlberg - Carmen, danser i varieté
- Richard Jensen - Janchunchow, brutal danser
- Peter S. Andersen - Stuart Keen, detektiv
- Rasmus Ottesen - Doktor Watson
- Emilie Sannom - Optrædende i varietéen